# Střední škola knižní kultury
Střední škola knižní kultury (do roku 2010 Střední škola pro knihkupce a nakladatelské pracovníky) nabízí čtyřleté studium dle Školního vzdělávacího programu „Knižní kultura“ (vycházející z Rámcového vzdělávacího programu „Knihkupecké a nakladatelské činnosti“) zakončené maturitou. Mimo přípravy studentů na práci v knihkupectvích, nakladatelstvích, archivech, distribučních firmách, redakcích, knihovnách či jiných odvětví týkajících se knižní kultury a obchodu je škola připravuje i na studium vysokých a vyšších odborných škol humanitního zaměření. Do června 2013 škola sídlila v pronájmu v budově ZŠ Chmelnice v Praze 3 - Žižkově. Do školního roku 2020/2021 sídlila škola v budově ZŠ Perunova v Praze 3 - Vinohradech.

## Historie
Pod původním názvem Soukromá střední škola pro knihkupce a nakladatelské pracovníky škola zahájila činnost 1. září 1993 v Brně a Praze s tím, že pražská část byla pobočkou brněnského ředitelství. Jejím zřizovatelem byl brněnský knihkupecký podnik Barvič a Novotný. V lednu 1996 se na základě novely Školského zákona školy staly dvěma rovnoprávnými sesterskými. Školním rokem 1997/1998 došlo ke změně právní formy – škola se stává obecně prospěšnou společností a podnik Barvič a Novotný přestal být jejím zřizovatelem. Jelikož se s touto právní formou neslučuje přívlastek „soukromá“, škola se od té doby jmenovala Střední škola pro knihkupce a nakladatelské pracovníky a to až do doposud posledního přejmenování instituce na současný název Střední škola knižní kultury. K přejmenování došlo kvůli lepší výstižnosti charakteru školy.

## Odborné předměty
- Úvod do praxe
- Písemná a elektronická komunikace
- Knihkupectví
- Nakladatelství
- Dějiny knižní kultury
- Management a marketing
- Odborná praxe

## Odborná praxe
Dle Školního vzdělávacího programu „Knižní kultura“ student musí splnit souvislé čtrnáctidenní odborné praxe za školní rok (v závislosti na ročníku). Praxe se koná na pracovištích souvisejících s knižní kulturou a obchodem, jako jsou knihkupectví, antikvariáty, knihovny, nakladatelství a redakce. Standardně praxe probíhá na daném pracovišti pět hodin každý všední den během čtrnácti dnů před vánočními prázdninami a během čtrnácti dnů ve druhém pololetí na jaře. Praxe volně navazuje na znalosti získané v odborných předmětech, ale i v předmětech jako česká literatura a světová literatura.

## Souborné zkoušky
Souborná zkouška je součást učebního plánu druhé a třetího ročníku. Studenti ve druhém ročníku skládají zkoušku, z české a světové literatury ( učivo, které si studenti osvojili v prvním a druhém ročníku). Studenti ve třetím ročníku skládají zkoušku z předmětů česká literatura, světová literatura a cizí jazyk (anglický, nebo německý/francouzský). Zkouška zahrnuje učivo doposud probrané v maturitních předmětech. Svou formou simuluje ústní profilovou maturitní zkoušku z české a světové literatury, u cizího jazyka naopak část společnou.

## Maturitní zkouška
Pro úspěšné absolvování maturitní zkoušky musí student složit zkoušky z profilové části, tj. česká a světová literatura a odborné předměty. Dále pak ze společné části – českého jazyka a literatury a cizího jazyka. Student musí vytvořit a obhájit vlastní maturitní práci na zadané téma.

## Aktivity
- Klub mladého diváka
- Klub přátel vážné hudby
- Kroužek deskových her
- Kroužek zvyšování tělesné odolnosti
- Kroužek tvůrčího psaní a literární kritiky
- Šachový kroužek
- Projekt Edison - naposledy 2018/19
- Adopce na dálku
- Schola Pragensis
- veletrh Svět knihy

Škola také disponuje školní knihovnou obsahující učebnice, učební texty, odbornou literaturu i beletrii. Navštěvuje tuzemské i zahraniční knižní veletrhy pořádá poznávací exkurze do zahraničí. Studenti mají pravidelně možnost zimního i letního sportovně-turistického kurzu a adaptačního kurzu pro studenty prvního ročníku.